# پرویز بهبودی
پرویز بهبودی سیاست‌مدار ایرانی بود، که در  دوره بیست و یکم  و  دوره بیست و دوم  بعنوان نماینده میانه در مجلس شورای ملی حضور داشت.